# Luis Osvaldo García
Luis Osvaldo García (Argentina; 7 de marzo de 1988), más conocido como Luis García, es un entrenador argentino. Actualmente dirige a Atlanta de la Primera Nacional de Argentina.

## Trayectoria

### Como entrenador
Luego de iniciar su carrera como técnico sub-15 en Nueva Chicago, también trabajó en las categorías inferiores de Boca Juniors antes de ser nombrado asistente de Nueva Chicago en 2016. En junio de ese año, también fue entrenador interino del club, al no estar disponible el técnico Alejandro Nanía.
En agosto de 2016, se incorporó a la plantilla de Gabriel Cosenza en el Deportivo Cuenca ecuatoriano, como asistente. Regresó a su país de origen al año siguiente, como entrenador asistente en Atlanta, y luego trabajó por un breve período en las categorías inferiores de River Plate antes de ser nombrado asistente de Nanía en Barracas Central en noviembre.
En 2018, regresó a Nueva Chicago para hacerse cargo del filial. Se marchó en marzo de 2019 para incorporarse a la plantilla de Nanía en Colegiales, pero poco después fue nombrado entrenador, al ser ascendido Nanía a director general del club. Renunció al equipo después de sólo tres partidos.
En agosto de 2019, fue designado asistente de César Farías en la Selección de fútbol de Bolivia. Dejó su cargo en marzo de 2022, luego de la renuncia de Farías.
El 6 de junio de 2022, fue nombrado entrenador del Royal Pari de la Primera División de Bolivia, pero fue despedido el 28 de julio después de sólo seis partidos. Meses después, se transformó en el entrenador principal del Deportivo Maipú para disputar la temporada 2023.Luego de perder la final del Torneo reducido por el segundo ascenso de la Primera Nacional 2023, anunció su salida de la banca del Botellero.
El 22 de diciembre de 2023 es anunciado como nuevo entrenador del Deportivo Cuenca de la Serie A de Ecuador. Tras una serie de resultados negativos con 4 empates y 4 derrotas, además de quedar eliminado en la fase previa de la Copa Sudamericana 2024, el 7 de abril deja el banco del equipo ecuatoriano.El 10 de abril es anunciado su regreso al fútbol argentino, firmando contrato con Atlanta de la Primera Nacional Argentina hasta fin de la temporada 2024. El 26 de noviembre de 2024 es anunciada su renovación hasta fines de la temporada 2025.

## Estadísticas

### Como ayudante de campo
| Club              | País      | Año       | Primer entrenador |
| ----------------- | --------- | --------- | ----------------- |
| Nueva Chicago     | Argentina | 2015-2016 | Alejandro Nanía   |
| Deportivo Cuenca  | Ecuador   | 2016      | Gabriel Cosenza   |
| Atlanta           | Argentina | 2017      | Guillermo Duro    |
| Barracas Central  | Argentina | 2017-2018 | Alejandro Nanía   |
| Selección Bolivia | Bolivia   | 2019-2022 | Cesar Farías      |

### Como entrenador
| Club                       | Div.          | Temporada     | Liga | Liga | Liga | Liga |          | Copas    | Copas    | Copas    | Copas | Copas         | Copas         | Copas         | Copas         | Copas |    | Totales | Totales | Totales | Totales | Totales | Totales | Totales | Totales | Totales |
| Club                       | Div.          | Temporada     | Liga | Liga | Liga | Liga | Nacional | Nacional | Nacional | Nacional |       | Internacional | Internacional | Internacional | Internacional |       |    | Totales | Totales | Totales | Totales | Totales | Totales | Totales | Totales | Totales |
| Club                       | Div.          | Temporada     | PD   | G    | E    | P    | PD       | G        | E        | P        | PD    | G             | E             | P             | PD            | G     | E  | P       | GF      | GC      | Dif.    | Pts.    | Rend.   |         |         |         |
| -------------------------- | ------------- | ------------- | ---- | ---- | ---- | ---- | -------- | -------- | -------- | -------- | ----- | ------------- | ------------- | ------------- | ------------- | ----- | -- | ------- | ------- | ------- | ------- | ------- | ------- | ------- | ------- | ------- |
| Colegiales Argentina       | 3.ª           | 2018-19       | 3    | 0    | 0    | 3    | —        | —        | —        | —        | —     | —             | —             | —             | 3             | 0     | 0  | 3       | 1       | 4       | -3      | 0       | 0%      |         |         |         |
| Colegiales Argentina       | Total club    | Total club    | 3    | 0    | 0    | 3    | 0        | 0        | 0        | 0        | 0     | 0             | 0             | 0             | 3             | 0     | 0  | 3       | 1       | 4       | -3      | 0       | 0%      |         |         |         |
| Royal Pari · Bolivia       | 1.ª           | 2022-C        | 6    | 2    | 2    | 2    | —        | —        | —        | —        | —     | —             | —             | —             | 6             | 2     | 2  | 2       | 9       | 9       | 0       | 8       | 44.44%  |         |         |         |
| Royal Pari · Bolivia       | Total club    | Total club    | 6    | 2    | 2    | 2    | 0        | 0        | 0        | 0        | 0     | 0             | 0             | 0             | 6             | 2     | 2  | 2       | 9       | 9       | 0       | 8       | 44.44%  |         |         |         |
| Deportivo Maipú Argentina  | 2.ª           | 2023          | 40   | 21   | 8    | 11   | —        | —        | —        | —        | —     | —             | —             | —             | 40            | 21    | 8  | 11      | 51      | 35      | +16     | 71      | 59.17%  |         |         |         |
| Deportivo Maipú Argentina  | Total club    | Total club    | 40   | 21   | 8    | 11   | 0        | 0        | 0        | 0        | 0     | 0             | 0             | 0             | 40            | 21    | 8  | 11      | 51      | 35      | +16     | 71      | 59.17%  |         |         |         |
| Deportivo Cuenca · Ecuador | 1.ª           | 2024          | 8    | 0    | 5    | 3    | —        | —        | —        | —        | 1     | 0             | 0             | 1             | 9             | 0     | 5  | 4       | 10      | 19      | -9      | 5       | 18.52%  |         |         |         |
| Deportivo Cuenca · Ecuador | Total club    | Total club    | 8    | 0    | 5    | 3    | 0        | 0        | 0        | 0        | 1     | 0             | 0             | 1             | 9             | 0     | 5  | 4       | 10      | 19      | -9      | 5       | 18.52%  |         |         |         |
| Atlanta Argentina          | 2.ª           | 2024          | 28   | 11   | 8    | 9    | —        | —        | —        | —        | —     | —             | —             | —             | 28            | 11    | 8  | 9       | 25      | 23      | +2      | 41      | 48.81%  |         |         |         |
| Atlanta Argentina          | 2.ª           | 2025          | 22   | 10   | 9    | 3    |          |          |          |          |       |               |               |               | 22            | 10    | 9  | 3       | 21      | 12      | +9      | 39      | 59.09%  |         |         |         |
| Atlanta Argentina          | Total club    | Total club    | 50   | 21   | 17   | 12   | 0        | 0        | 0        | 0        | 0     | 0             | 0             | 0             | 50            | 21    | 17 | 12      | 46      | 35      | +11     | 80      | 53.33%  |         |         |         |
| Total carrera              | Total carrera | Total carrera | 107  | 44   | 32   | 31   | 0        | 0        | 0        | 0        | 1     | 0             | 0             | 1             | 108           | 44    | 32 | 32      | 117     | 102     | +15     | 164     | 50.62%  |         |         |         |
| 1. 2.                      |               |               |      |      |      |      |          |          |          |          |       |               |               |               |               |       |    |         |         |         |         |         |         |         |         |         |